# Aérodrome de Sable Island
L'aérodrome de Sable Island est un aérodrome situé en Nouvelle-Écosse, au Canada.